# Novooleksandrivske, Sînelnîkove
Novooleksandrivske (în ucraineană Новоолександрівське) este un sat în așezarea urbană Slavhorod din raionul Sînelnîkove, regiunea Dnipropetrovsk, Ucraina.

## Demografie
Componența lingvistică a localității Novooleksandrivske
     Ucraineană (86,36%)
     Rusă (13,64%)
Conform recensământului din 2001, majoritatea populației localității Novooleksandrivske era vorbitoare de ucraineană (86,36%), existând în minoritate și vorbitori de rusă (13,64%).